# I Legislatura de les Corts Espanyoles (1943-1946)

Escut d'Espanya, vigent des de 1938 fins a 1945.

Escut d'Espanya, modificat en aquesta Legislatura i vigent des de 1945 fins a 1977.

La I Legislatura de les Corts Espanyoles, denominades per la dictadura del General Franco, "Corts Orgàniques" i que, a diferència dels parlaments dels estats democràtics, no representaven la sobirania popular, és resultat de les eleccions de 16 de març de 1943 i es van desenvolupar fins al 28 de febrer de 1946, conforme a la següent composició:

## Administració Local

### Escollits
Les Diputacions provincials triarien a un representant que seria un alcalde o un regidor escollit majoritàriament representant als Municipis.
| - Andalusia | - Francisco Rodríguez de Haro, Alcalde de l'ajuntament de Baeza (Jaén) - Rafael Reina Carvajal, Alcalde de l'ajuntament de Puente Genil (Còrdova) - Juan Ramírez Filosía, Gestor de l'ajuntament de Constantina (Sevilla) - Rafael Vallejo Ferrero, Alcalde de l'ajuntament de Rociana del Condado (Huelva) | - Tomás Barbadillo Delgado, Alcalde de l'ajuntament de Sanlúcar de Barrameda (Cadis) - Salvador Sáenz de Tejada, Alcalde de l'ajuntament de Fuengirola (Màlaga) - Guillermo Diezma Carmona, Alcalde de l'ajuntament de Pinos Puente (Granada) - Antonio Jurado Jiménez, Alcalde de l'ajuntament de Purchena (Almeria) |

| - Aragó | - José Lacort Muzas, Alcalde de l'ajuntament de Binèfar (Osca) | - Emilio Díaz Ferrer, Alcalde de l'ajuntament d'Alcanyís (Terol) - Francisco Catalá Ruiz, concejal de l'ajuntament de Calataiud (Saragossa) |

| - Astúries | - Santiago López Fernández, Alcalde de l'ajuntament de Pravia (Oviedo) |

| - Balears | - Juan Víctory Manella, Alcalde de l'ajuntament de Maó (Balears) |

| - Canàries | - Rafael de la Barreda Díaz, substituït per Francisco Catalá Ruiz, Alcaldes de l'ajuntament Santa Cruz de la Palma (Santa Cruz de Tenerife) | - Francisco Fioll Pérez, Alcalde de l'ajuntament de Santa Brígida (Las Palmas de Gran Canaria) |

| - Castella la Nova | - Manuel Torres Garrido, Alcalde de l'ajuntament de Chamartín de la Rosa (Madrid) - Antonio Partearroyo Fernández Cabrera, Alcalde de l'ajuntament de Mora (Toledo) - Justo Sánchez Aparicio, Alcalde de l'ajuntament d'Almadén (Ciudad Real) | - Francisco García Vigil, Alcalde de l'ajuntament de Motilla del Palancar (Conca) - Francisco Checa Martínez, Alcalde de l'ajuntament de Molina de Aragón (Guadalajara) |

| - Castella la Vella | - Ángel Ruiz Arenado, Alcalde de l'ajuntament de Torrelavega (Santander) - Pedro Ángel Avellanosa Campos, Alcalde de l'ajuntament de Rioseras (Burgos) - Antonio Martín Pérez, Alcalde de l'ajuntament de Calahorra (Logronyo) | - Juan José Izquierdo Jiménez, Alcalde de l'ajuntament de Burgo de Osma (Sòria) - Juan Herrero Garrido, Alcalde de l'ajuntament de Cuéllar (Segòvia) - Lucas Gómez Fortado, Alcalde de l'ajuntament d'Arévalo (Àvila) |

| - Catalunya | - Josep Maria Marcet i Coll, Alcalde de l'ajuntament de Sabadell (Barcelona) - Antoni Valls Juliá, Alcalde de l'ajuntament de Reus (Tarragona) | - José María Pagés Costart, Alcalde de l'ajuntament de Tàrrega (Lleida) - Andrés Taberner Collelmir, Alcalde de l'ajuntament de Santa Coloma de Farners (Girona) |

| - Extremadura | - Julián García de Guadiana y Artaloytia, Alcalde de l'ajuntament de Trujillo (Càceres) | - Antonio Moreno Arteaga, Alcalde de l'ajuntament de Jerez de los Caballeros (Badajoz) |

| - Galícia | - José del Valle Vázquez, Alcalde de l'ajuntament de Santiago de Compostel·la (La Corunya), substituït per Jorge de la Riva Barba - Benjamín Álvarez Fernández,Alcalde de l'ajuntament d'A Fonsagrada (Lugo) | - Tirso Sánchez Rey, Alcalde de l'ajuntament de Ribadavia (Ourense) - Ramón González-Babé y Castro, Alcalde de l'ajuntament de Vigo (Pontevedra) |

| - Lleó | - Luis Alonso González, Alcalde de l'ajuntament de Valencia de Don Juan (León) - Ambrosio del Cid y Álvarez-Tejedor,Alcalde de l'ajuntament de Toro (Zamora) - Alipio Pérez-Tabernero y Sanchón, Alcalde de l'ajuntament de Matilla de los Caños del Río (Salamanca) | - Juan Represa de León, Alcalde de l'ajuntament de Villamuriel de Campos (Valladolid) - Antonio Cuadros Salas, Alcalde de l'ajuntament de Dueñas (Palència) |

| - Múrcia | - Manuel López de Andújar, Alcalde de l'ajuntament de Cartagena (Múrcia) | - Luis de Teresa Rovira, Alcalde de l'ajuntament d'Almansa (Albacete) |

| - Navarra | - Aniceto Valdeano Lázaro, Alcalde de l'ajuntament de Beire (Navarra) |

| - País Valencià | - Martín Zurbano, Alcalde de l'ajuntament de Torrevella (Alacant) - Juan Antonio Aznar Iñigo, Alcalde de l'ajuntament de Vilafranca (Castelló) | - Nicanor Armero Iranzo, Alcalde de l'ajuntament de Requena (València) |

| - País Basc | - José María Urquijo Gardeazábal, Alcalde de l'ajuntament de Laudio (Àlaba) | - José Ramón Aguirre Picavea, Alcalde de l'ajuntament d'Irun (Guipúscoa) - José María Llaneza Zabaleta, Alcalde de l'ajuntament de Barakaldo (Biscaia) |

### Nats
Alcaldes de capitals de província i de Ceuta i Melilla
| - Andalusia | - Juan Pedro Gutiérrez Heras, Alcalde de l'ajuntament de Jaén - Antonio Luna Fernández, Alcalde de l'ajuntament de Còrdova, substituït per Rafael Jiménez Ruiz - Miguel Ibarra y Lasso de la Vega, Alcalde de l'ajuntament de Sevilla, substituït per Rafael Medina Villalonga - Ramiro Rueda de Andrés, Alcalde de l'ajuntament de Huelva, substituït per Juan Rebollo Jiménez | - Alfonso Moreno Gallardo, Alcalde de l'ajuntament de Cadis. - Pedro Luis Alonso Jiménez, Alcalde de l'ajuntament de Màlaga, substituït per Manuel Pérez Bryan. - Cándido Laso Escudero, Alcalde de l'ajuntament de Granada, substituït per Antonio Gallego Burín - Vicente Navarro Gay, Alcalde de l'ajuntament d'Almeria, substituït per Miguel Viciana González |

| - Aragó | - José María Lacasa Coarasa, Alcalde de l'ajuntament d'Osca - Francisco Caballero Ibáñez, Alcalde de l'ajuntament de Saragossa | - Joaquín Torán Marcos, Alcalde de l'ajuntament de Terol, substituït per Manuel Reig y Roig de Lluis |

| - Astúries | - Manuel García-Conde y Menéndez, Alcalde de l'ajuntament d'Oviedo |

| - Balears | - Jorge Dezcallar Montís, alcalde de l'ajuntament de Palma, substituït per Juan Coll Fuster |

| - Canàries | - Alejandro Castillo y Castillo, Alcalde de l'ajuntament de Las Palmas de Gran Canaria, substituït per Francisco Hernández González | - Belisario Guimera y Castillo-Valero, Alcalde de l'ajuntament de Santa Cruz de Tenerife |

| - Castella la Nova | - Alberto de Alcocer y Rivacoba, Alcalde de l'ajuntament de Madrid, substituït per José Moreno Torres - Andrés Marín Martín, Alcalde de l'ajuntament de Toledo - José Pérez-Arda y López Valdivieso, Alcalde de l'ajuntament de Ciudad Real, substituït per Pascual Crespo Campesinos i aquest per Fernando Bustamante García | - Jesús Merchante Sánchez, Alcalde de l'ajuntament de Conca, substituït per José Domínguez y Díaz de la Cuesta - Enrique Fluiters Aguado, Alcalde de l'ajuntament de Guadalajara, substituït per Cándido Laso Escudero |

| - Castella la Vella | - Emilio Pino Patiño, Alcalde de l'ajuntament de Santander , substituït per Alberto Abascal Ruiz i aquest per Manuel González-Mesones y Díaz - Aurelio Gómez Escolar, Alcalde de l'ajuntament de Burgos, substituït per Carlos Quintana Palacios - Lulio Pernas Heredia, Alcalde de l'ajuntament de Logronyo | - Jesús Posada Cacho, Alcalde de l'ajuntament de Sòria - Andrés Reguera Antón, Alcalde de l'ajuntament de Segòvia - Aresio González de la Vega, Alcalde de l'ajuntament d'Àvila, substituït per José Tomé Bustillo i aquest per Epifanio Rodríguez Nava |

| - Catalunya | - Miquel Mateu i Pla, Alcalde de l'ajuntament de Barcelona, substituït per Josep Maria Albert i Despujol - Juan José Arnaldo Targa, Alcalde de l'ajuntament de Lleida, substituït per Víctor Hellín Sol | - José Macián Pérez, Alcalde de l'ajuntament de Tarragona, substituït per Agustín Sandoval Panasachs - Alcalde de l'ajuntament de Girona |

| - Ceuta | - José Vidal Fernández, Alcalde de l'ajuntament de Ceuta, substituït per Francisco Ruiz Sánchez |

| - Extremadura | - Fernando Calzadilla Mestre, Alcalde de l'ajuntament de Badajoz , substituït per Antonio Masa Campos | - Antonio García-Peñuela y Lombardero, Alcalde de l'ajuntament de Càceres, substituït per Manuel García Tomé i aquest per Hilario Muñoz Dávila- |

| - Galícia | - José Crespo López-Mora, Alcalde de l'ajuntament de La Corunya, substituït per Eduardo Ozores Arraiz i aquest per José Pérez-Arda y López-Valdivielso - Manuel Portela Nogueira, Alcalde de l'ajuntament de Lugo | - Eduardo Olano Fernández, Alcalde de l'ajuntament d'Ourense, substituït per Alfredo Serantes Morais - Calixto González-Posada y Rodríguez, Alcalde de l'ajuntament de Pontevedra, substituït per Luis Ponce de León y Cabello- |

| - Leó | - Justo Vega Fernández, Alcalde de l'ajuntament de Lleó, substituït per José Aguado Smolinski - Marcial Cirac Laiglesia, Alcalde de l'ajuntament de Zamora | - Luis Funoll Mauro, Alcalde de l'ajuntament de Valladolid, substituït per Fernado Ferreiro Rodríguez - Severino Rodríguez Salcedo Alcalde de l'ajuntament de Palència. |

| - Melilla | - Rafael Álvarez Claro, Alcalde de l'ajuntament de Melilla |

| - Navarra | - Antonio Archanco, Alcalde de l'ajuntament de Pamplona, substituït per Daniel Nagore Nagore |

| - País Valencià | - Román Bono Marín, Alcalde de l'ajuntament d'Alacant, substituït per Manuel Montesinos Gomiz - José María Casado Pallarés, Alcalde de l'ajuntament de Castelló de la Plana, substituït per Benjamín Fabregat Martí | - Joaquín Manglano y Cucalo de Montull Baró de Llaurí i de Càrcer, Alcalde de l'ajuntament de València, substituït per Juan Antonio Gómez Trenor |

| - País Basc | - José Lajarreta Salterain, Alcalde de l'ajuntament de Vitòria, substituït per Joaquín Ordoño y López-Vallejo - Joaquín Zuazagoítia Azcorra, Alcalde de l'ajuntament de Bilbao | - Rafael Lataillade Alcalde, Alcalde de l'ajuntament de Sant Sebastià |

## Consellers Nacionals
Procuradors designats són els membres del Tercer Consell Nacional del Movimiento on es combinaven els membres d'elecció directa del Cap d'Estat amb representants de les Milícies (Cap), Corts (President), de FET (President i Vicepresident de la Junta Política, Secretari general i vicesecretari general de FET, Delegats nacionals i Caps provinciale) i de l'IEP (presidente).
- Gabriel Arias-Salgado y de Cubas, Designat, Vicepresident d'Educació Popular i Delegat Nacional de Propaganda.
- José Luis Arrese Magra, Ministre Secretari General de FET y de las JONS, Secretari General de FET y de las JONS i Ex-Secretari General de FET y de las JONS.

### Designats
| - Modesto Aguilera Morente, (Sevilla) - José María Alfaro Polanco - Camilo Alonso Vega - Eduardo Álvarez-Rementería y Martínez - Juan Aparicio López - Rafael Arias de Velasco y Sarandeses - Gabriel Arias-Salgado y de Cubas (3) - Daniel Arraiza Goñi - José Luis Arrese Magra (3) - Francisco Bastarreche y Díaz de Bulnes, (Cartagena) - Josquín Bernal Vargas - Tomás Boada Flaquer, (Madrid) - Mariano Calviño de Sabucedo Gras - Demetrio Carceller Segura, (Madrid) (2) - Luis Carrero Blanco - Antonio Correa Veglison, (Barcelona) (2) - Sancho Dávila y Fernández de Celis, (Madrid) (2) - Tomás Domínguez Arévalo - Leopoldo Eijo Garay, (Madrid) | - Juan Manuel Fanjul Sedeño - Pedro Fernández Valladares - José Finat y Escrivá de Romaní - José María Fontana Tarrats - Alfonso de la Fuente Chaos - Pedro Gamero del Castillo - Rafael Garcerán Sánchez - Gumersindo García Fernández - Alfonso García Valdecasas y García Valdecasas - Rafael García Valiño y Marcén - Pedro González-Bueno y Bocos - Luis González Vicén (3) - Manuel Goytia Angulo - Granell Pascual, Juan - José Miguel Guitarte Yrigaray - José María Gutiérrez del Castillo - Luis Gutiérrez Santamarina - Manuel Halcón y Villalón-Daoíz - Alfonso Hoyos Sánchez - David Jato Miranda (3) - Ernesto Giménez Caballero | - Aureli Joaniquet i Extremo - Pedro Laín Entralgo - Emilio Lamo de Espinosa y Enríquez de Navarra - Rafael Llopart Arnal - José Lorente Sanz - Amadeo Marco Ilincheta - Miquel Mateu i Pla - Federico Mayo Gayarre - Joaquín Miranda González - José Monasterio Ituarte - Pedro Muguruza Otaño - Julio Muñoz de Aguilar - Jesús Muro Sevilla - Pedro Nieto Antúnez - José María Olazábal Zalumbide - Antonio Paguaga Paguaga - Julián Pemartín Sanjuan - Justo Pérez de Úrbel y Santiago - Alfonso Pérez Viñeta y Lucio - Juan José Pradera Ortega - Miguel Primo de Rivera y Saénz de Heredia | - Jesús Rivero Meneses - Miguel Rodrigo Martín - Carlos María Rodríguez de Valcárcel y Nebreda - Francisco Rodríguez Martínez - Jesús Rubio y García-Mina - Francisco Sáez de Tejada y Olózaga - Diego Salas Pombo - Julio Salvador y Díaz-Benjumea - Gregorio Sánchez-Puerta y de la Piedra - Juan Selva Mergelina - Luis Serrano de Pablo - Luis Solans Labedán - Jesús Suevos Fernández - Romualdo de Toledo y Robles - Manuel Torres López (2) - Antonio Tovar Llorente - Marcelino Ulíbarri Eguilaz - José María Yanguas y Messía - Juan Francisco Yela Utrilla - Fermín Yzurdiaga Lorca |

### Nats
| - Ministre Secretari General de FET y de las JONS | - Ministre Secretari General del Movimiento: José Luis Arrese Magra - Ex-Secretari General: Raimundo Fernández Cuesta y Merelo - Ex-Secretari General: José Luis Arrese Magra - Ex-President de la Junta Política de FET y de las JONS: Ramón Serrano Súñer |

| - ViceSecretari General de FET y de las JONS | - ViceSecretari General de FET y de las JONS: Manuel Mora Figueroa - Ex-ViceSecretari General de FET y de las JONS: José Luna Meléndez - Ex-ViceSecretari General de FET y de las JONS: Manuel Mora Figueroa - Ex-ViceSecretari General de FET y de las JONS: Agustín Muñoz Grandes - Ex-Vicepresident de la Junta Política de FET y de las JONS: Rafael Sánchez Mazas |

| - Secretari Nacional de Sindicats | - Francisco Norte Ramón |

| - Vice-Secretari del Movimiento | - Obres Socials: Fermín Sanz-Orrio y Sanz (2). - Seccions: Manuel Valdés Larrañaga |

| - President de les Corts | - Esteban Bilbao y Eguía |

| - President de l'Institut d'Estudis Polítics | - Fernando María de Castiella y Maíz |

| - Delegats Nacionals | - Auxili Social: Manuel Martínez de Tena. - Esports: José Moscardó Ituarte (2) - Educació Nacional: José Ibáñez Martín. - Ex-Cautius: Mariano Osorio Arévalo. - Ex-Combaients: José Antonio Girón de Velasco. - Frente de Juventudes: José Antonio Elola Olaso Idiacaiz - Informació i Investigació: Luis González Vicén (3). - Infraestructures i Inversions: David Jato Miranda (3), substituït per Luis González Vicén (3). - Justícia i Dret: Tomás Gistau Mazantini. - Propaganda: Luis González Vicén (3), substituït per Manuel Torres López (2). - províncies: Sancho Dávila y Fernández de Celis (2), substituït per Fermín Zelada de Andrés y Moreno. - Sanitat: Agustín Aznar Gerner. - Secció Femenina: Pilar Primo de Rivera y Sáenz de Heredia. - Servei Exterior: Antonio Riestra del Moral. - Sindicats: Fermín Sanz-Orrio y Sanz (2). - Tresoreria i Administració: Jorge Llobera Poquet. |

| - Tresorer General de FET | - Alfonso Estevas Guilmain |

| - Cap Directe de la Milícia | - José Moscardó Ituarte (2). |

| - Caps províncials del Movimiento | - Barcelona: Antonio Correa Veglison (2) - Màlaga: Emilio Lamo de Espinosa y Enríquez de Navarra (2), substituït per Manuel García del Olmo. - Madrid: Carlos Ruiz García. - Sevilla: Manuel Ricardo Lechuga Paños, substituït per Fernando de Coca de la Piñera. - València: Adolfo Rincón de Arellano y García, substituït per Ramón Laporta Girón. - Valladolid: Tomás Romojaro Sánchez. - Biscaia: Rodrigo Vivar Téllez, substituït per Genaro Riestra Díaz. - Saragossa: Anicero Ruiz Castillejo, substituït per Eduardo Baeza y Alegría. |

## Associacions, Col·legis i Cambres
Designació de Procuradors dels col·legis de Metges, de Farmacèutics, d'Arquitectes i de Veterinaris, representant als Col·legis professionals, sent escollits pels seus Degans de forma majoritària entre els representants proposats. El President de l'Institut d'Enginyers Civils i un representant de les Associacions d'Enginyers que el constitueixen; dos representants dels Col·legis d'Advocats; dos representants dels Col·legis Mèdics. Un representant per cadascun dels següents Col·legis: d'Agents de Canvi i Borsa, d'Arquitectes, d'Economistes, de Farmacèutics, de Llicenciats i Doctors en Ciències i Lletres, de Llicenciats i Doctors en Ciències Químiques i Físic Químiques, de Notaris, de Procuradors dels Tribunals, de Registradors de la Propietat, de Veterinaris i dels altres Col·legis professionals de títol acadèmic superior que més endavant es reconeguin a aquests efectes, que seran triats pels respectius Col·legis Oficials. Tres representants de les Càmeres Oficials de Comerç; una de les Cambres de la propietat Urbana i un altre en representació de les Associacions d'Inquilins, elegits per les seves Juntes o òrgans representatius.
Tots els triats per aquest apartat hauran de ser membres dels respectius Col·legis, Corporacions o Associacions que els escullin.
La composició i distribució dels Procuradors compresos en aquest apartat podrà ser variada per llei, sense que el seu nombre total sigui superior a trenta.
- Antonio Goicoechea Cosculluela i Rafael Aizpún Santafé, Col·legis d'Advocats
- Nazario Díaz López, Col·legis Oficials de Farmacèutics
- Pedro de Novo y Fernández Chicharro, President de l'Institut d'Enginyers Civils, substituït successivament per Octavio Elorrieta y Artaza, per Pedro Gordon y Arístegui i per Manuel Soto Redondo.
- Luis Ibáñez Sanchiz, Col·legis de Veterinaris.
- Julián Laguna Serrano, Col·legis Oficials d'Arquitectes
- José Alberto Palanca y Martínez-Fortún, Col·legis Oficials de Metges

## Institucions Culturals

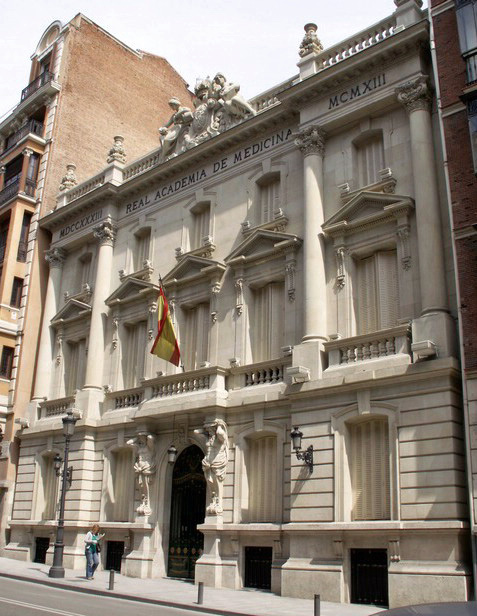
Edifici de la Reial Acadèmia Nacional de Medicina al carrer Arrieta de Madrid.

El President de l'Instituto de España i dos representants elegits entre els membres de les Reials Acadèmies que el componen; el President del Consell Superior d'Investigacions Científiques i dos representants elegits pels seus membres.
- José Casares Gil, Director de la Reial Acadèmia de Ciències Exactes, Físiques i Naturals.
- Antonio María de Cospedal Tomé, Director de la Reial Acadèmia de Medicina.
- Leopoldo Eijo Garay, President del Instituto de España.
- Álvaro Figueroa y Torres, Director de la Reial Acadèmia de Belles Arts de San Fernando.
- Antonio Goicoechea Cosculluela, Director de la Reial Acadèmia de Ciències Morals i Polítiques.
- Manuel Halcón Villalón-Daoíz, Canciller del Consell de la Hispanitat.
- José María Pemán y Pemartín, Director de la Reial Acadèmia Espanyola de la Llengua.
- Francisco Rodríguez Marín, Director de la Reial Acadèmia Espanyola de la Llengua.
- Jacobo Stuart Fitz James Falcó Portocarrero y Osorio, Director de la Reial Acadèmia de la Història.

## Membres del Govern
Corresponents al IV Govern nacional d'Espanya (1942-1945).
- Miguel Primo de Rivera y Sáenz de Heredia, Ministre d'Agricultura
- Juan Vigón Suerodíaz, Ministre de l'Aire
- Francisco Javier Gómez-Jordana y Souza Ministre d'Afers Exteriors, substituït per José Félix de Lequerica y Erquiza.[7]
- José Ibáñez Martín, Ministre d'Educació
- Carlos Asensio Cabanillas, Ministre de l'Exèrcit
- Blas Pérez González, Ministre de la Governació
- Joaquín Benjumea Burín, Ministre d'Hisenda
- Demetrio Carceller Segura, Ministre de Industria i de Comerç
- Esteban Bilbao y Eguía, Ministre de Justícia substituït per Eduard Aunós Pérez.[8]
- Salvador Moreno Fernández, Ministre de Marina
- Alfonso Peña Boeuf, Ministre d'Obres Públiques.
- José Luis Arrese Magra, Ministre Secretari General del Movimiento
- José Antonio Girón de Velasco, Ministre de Treball

## Organització Sindical
Serien Procuradors per funció sindical els Sotssecretaris de FET, el Delegat nacional de sindicats, l'Inspector general de sindicats, els Caps de les Obres socials sindicals i dels Serveis nacionals, i els Caps dels sindicats nacionals; serien també els triats per les Juntes sindicals dels Sindicats nacionals, tres per cada sindicat, un per empresaris, per tècnics i obrers. Són els cent cinquanta representants de l'Organització Sindical.

### Elegits
Al matí de l'1 de novembre de 1942 es reuniren al Sindicat Nacional les corresponents Juntes Sindicals Centrals a fi de procedir a l'elecció dels representants sindicals a les Corts Espanyoles. El resultat fou el següent
| - Sindicat Nacional d'Aigua, Gas i Electricitat | - Empresari: Ángel García de Vinuesa y Díaz - Tècnic: Ramón María Serret Mirete - Obrer: José Alonso González | - Sindicat Nacional del Sucre | - Empresari: José Luis Estrada Segalerva - Tècnic: Eduardo Genovés Amorós - Obrer: Doroteo Salazar Zatón |

| - Sindicat Nacional de Banca i Borsa | - Empresari: Luis Figueras-Dotti y Valls - Tècnic: Francisco Greño Pozurana - Obrer: Eduaro Chantres López | - Sindicat Nacional de Cereals | - Empresari: Juan José Fernández Zumey - Tècnic: Dionisio Martín Sanz - Obrer: Juan Manuel Sánchez González |

| - Sindicat Nacional de Combustible | - Empresari: Antonio Lucio Villegas - Tècnic: Roberto de Guezala e Igual - Obrer: Vicente Madera Peña | - Sindicat Nacional de la Construcción | - Empresari: Joaquín Canalda Palao - Tècnic: Juan Manuel Bringas Vega - Obrer: Ramón Miró Caballé |

| - Sindicat Nacional de l'Espectacle | - Empresari: Adolfo Arenaza Basanta - Tècnic: José Rodiles Pascual - Obrer: José Dardo Montero | - Sindicat Nacional de Fruites i Productes Hortícoles | - Empresari: Enrique Gómez Rodríguez - Tècnic: Vicente Ballester Muñoz - Obrer: Luis Carbonell Fuster |

| - Sindicat Nacional de Ramaderia | - Empresari: Sebastian García Guerrero - Tècnic: Miguel Odriozola Pietas - Obrer: Florentino Torres Bolado | - Sindicat Nacional d'Hosteleria i Similars | - Empresari: José Moreno Díaz - Tècnic: Luis Donat Martínez. - Obrer: Vicente Galán del Monte |

| - Sindicat Nacional d'Indústries Químiques | - Empresari: Luis María Aldasoro Guturbay - Tècnic: Ramón San Martín Casamada - Obrer: Joaquín Horst Prager | - Sindicat Nacional de la Fusta i Suro | - Empresari: Juan Gil Sequeiros - Tècnic: Jaime de Foxá y Torroba - Obrer: Juan Casas Anguila |

| - Sindicat Nacional del Metall | - Empresari: Alfonso de Churruca y Calbetón - Tècnic: José María Verasategui Jabat - Obrer: José Darde Montero o Jenaro Ferrer Martínez. | - Sindicat Nacional de l'Olivera | - Empresari: José Navarro y González de Canales - Tècnic: Miguel Ortega Nieto - Obrer: Dimas Torres Jaén |

| - Sindicat Nacional de Paper, Premsa i Arts Gràfiques | - Empresari: Félix Alfaro Fournier - Tècnic: Elías Querejeta Insausti - Obrer: Juan Matarín Matarín | - Sindicat Nacional de Pesca | - Empresari: Gaspar Massó García, conserver de Vigo. - Tècnic: Benigno Montenegro Castro armador de Vigo. - Obrer: José Poquet Cabrera, xarxer de Puerto de Santa María. |

| - Sindicat Nacional de La Pell | - Empresari: Pedro Riera Bergés - Tècnic: Ignacio Zaragoza Salvador - Obrer: Domingo Moll Mercadal | - Sindicat Nacional de Productes Colonials | - Empresari: Carlos Juan Ruiz de la Fuente - Tècnic: Carlos Rein Segura - Obrer: Lucas Moreno Isabel |

| - Sindicat Nacional de l'Assegurança | - Empresari: Luis Hermida Higueras - Tècnic: José Manuel Muñiz Orellana - Obrer: José Borrachero Casas | - Sindicat Nacional de Tèxtil i Confecció | - Empresari: Juan Torra-Balarí y Llavallol - Tècnic: Daniel Blanxart i Pedrals, No consta la seva presa de possessió. - Obrer: Julián Esteban Hernández |

| - Sindicat Nacional de Transports i Comunicacions | - Empresari: José María de Ibarra y Lasso de la Vega - Tècnic: Demetrio Mestre Fernández - Obrer: Vicente García Rives | - Sindicat Nacional de la Viny Cerveses i Begudes | - Empresari: Eduardo Delage Atane - Tècnic: Emilio Lamo de Espinosa y Enríquez de Navarra - Vicente Álvarez Martín - Obrer: Vicente Alvarez Martín |

| - Sindicat Nacional del Vidre i Ceràmica | - Empresari: Isidoro Delclaux Aróstegui - Tècnic: Felipe Ynzenga Caramanzana - Obrer: Cándido Enériz Bozal |

### Nats
| - Delegat Nacional de Sindicats | - Fermín Sanz-Orrio y Sanz - Secretari Nacional de Sindicats: Francisco Norte Ramón - Inspector Nacional de Sindicats: Amador Villar Marín |

| - ViceSecretaris | - Obres Sindicals de la Delegació Nacional de Sindicats: Ramón de Azaola y Ondarza - Ordenació Social: Antonio Bouthelier Espasa - Obres Socials de FET y de las JONS: Fermín Sanz-Orrio y Sanz - Ordenació Económica: Miguel María Troncoso Sagredo |

| - Assemblea de Procuradors Sindicals | - Roberto Reyes Morales |

| - Obres Sindicals | - Cap de l'Obra Sindical de Artesanía: Juan Antonio Gutiérrez Sesma i Emilio Gutiérrez Pereda - Cap de l'Obra Sindical del Hogar: Federico Mayo Gayarre - Cap de l'Obra Sindical de Cooperació: Bartolomé Aragón Gómez - Cap de l'Obra Sindical "Dieciocho de julio": Alfonso de la Fuente Chaos - Cap de l'Obra Sindical de Cooperació: Vicente Puyal Gil - Cap de l'Obra Sindical de Formació Professional: Fernando de Roda Frías - Cap de l'Obra Sindical de Colonització: Antonio Rodríguez Jimeno - Cap de l'Obra Sindical de Previsió Social: Mercedes Sanz Bachiller |

| - Institut d'Estudis Polítics | - Cap de la Secció d'Ordenació Social i Corporativa: Luis Díez del Corral y Pedruzo - Membres de la Secció d'Ordenació Social i Corporativa: Luis Burgos Boezo i Francisco Javier Conde García |

| - Servei Sindical d'Estadística i Col·locació | - Cap del Servei Sindical d'Estadística i Col·locació: José Luis del Corral Sáiz |

| - Sindicats Nacionals | - Cap del Sindicat Nacional d'Aigua, Gas i Electricitat: Luis Nieto Antúnez - Cap del Sindicat Nacional del Sucre: Ramiro Campos Turmo - Cap del Sindicat Nacional de Banca i Borsa: Angel Bernardo Sanz Nougués - Cap del Sindicat Nacional de Combustible: Pío Suárez Inclán - Cap del Sindicat Nacional de Construcció: Lamberto de los Santos Jalón - Cap del Sindicat Nacional d'Hosteleria i Similars : Luis Antonio Bolín Bidwell - Cap del Sindicat Nacional de Transports i Comunicacions : Alfonso Zayas Bobadilla, marquès de Zayas |

### Designats per la Junta Extraordinària de la Delegació Nacional de Sindicats
En el matí de l'1 de novembre de 1942 es reuní en la Delegació Nacional de Sindicats la Junta Extraordinària, sota la presidència del delegat nacional i integrada pel secretari nacional d'aquest organisme, els vicesecretaris nacionals, caps Socials i Serveis, així com tots els caps de Sindicats Nacionals.
La Junta va procedir a la designació d'una llista de persones que es proposen a la Secretaria General del Movimiento per cobrir els llocs assignats a l'Organització Sindical per la llei de Corts, no proveïts pels mitjans de designació especificats en els articles primer i segon del decret de convocatòria de 14 d'octubre de 1942.

## Presidents d'Alts Organismes
En aquesta legislatura només figura amb aquesta condició el Tribunal Suprem de Justícia els presidents del qual durant la legislatura foren: El President del Tribunal Suprem de Justícia, el del Consell d'Estat, el del Consell Supremo de Justícia Militar, el del Tribunal de Comptes del Regne i el del Consell d'Economia Nacional.
- José Castán Tobeñas, substituït per Felipe Clemente de Diego y González

## Rectors d'Universitat
Els Rectors de les Universitats
- Sabino Álvarez-Gendín y Blanco, Rector de la Universitat d'Oviedo.
- Jesús Mérida Pérez, Rector de la Universitat de Múrcia, substituït per Manuel Batlle Vázquez.
- José Escobedo y González-Alberú, Rector de la Universitat de La Laguna.
- Francisco Gómez del Campillo, Rector de la Universitat de Barcelona, substituït per Enrique Luño Peña.
- Esteban Madruga Jiménez, Rector de la Universitat de Salamanca.
- Antonio Marín Ocete, Rector de la Universitat de Granada.
- Cayetano de Mergelina y Luna, Rector de la Universitat de Valladolid.
- José Mariano Mota Salado, Rector de la Universitat de Sevilla.
- Fernando Rodríguez Fornos y González, Rector de la Universitat de València.
- Miguel Sancho Izquierdo, Rector de la Universitat de Saragossa.
- Pio Zabala Lera, Rector de la Universitat Complutense.

## Designats pel Cap d'Estat
Aquelles persones que per la seva jerarquia eclesiàstica, militar o administrativa, o pels seus serveis rellevants a la Pàtria, designi el Cap d'Estat, escoltat el Consejo del Reino, fins a un número no superior a vint-i-cinc.
| - Carlos Abollado Aribau - Luis Alarcón de la Lastra - Alfonso Arriaga Adam - Joaquín Arteaga y Echague, Marquès de Santillana i Duc de l'Infantado - Miguel Asín Palacios † - Carmelo Ballester Nieto - Fernando Barrón Ortiz - Rufino Beltrán Vivar - Francisco Borbón y de la Torre, Duc de Sevilla - Eduardo Callejo de la Cuesta - Fernando Camacho Baños - Cristóbal del Castillo Campos - Manuel de Castro y Alonso Arquebisbe de Burgos † | - Fidel Dávila Arrondo, marquès de Dávila - Ramón Diez de Rivera y Casares, marquès de Huétor de Santillán - Joaquín Fernández de Córdoba y Osuna, duc d'Arión - José María Fernández-Ladreda y Menéndez-Valdés - Juan Fontán Lobé † - Valentín Galarza Morante - José García Siñériz - Pablo de Garnica y Echeverría - Eduardo González-Gallarza e Iragorri - Wenceslao González Oliveros - José María de Lapuerta y de las Pozas - José Larraz López | - Eduard Martínez-Sabater i Seguí - Carlos Mendoza y Saéz de Argandoña - José Millán-Astray - Gregorio Modrego Casaus, Bisbe de Barcelona - Salvador Moreno Fernández - Manuel Moreu Figueroa - Tomás Muñiz Pablos, Arquebisbe de Santiago de Compostel·la - Ignacio Muñoz Rojas - Gustavo Navarro y Alonso de Celada - Benigno Oreja Elósegui - Luis Orgaz Yoldi - Luis Ortiz Muñoz - Agustín Parrado García, Arquebisbe de Granada - Alfonso Peña Boeuf | - Esteban Pérez González - Enric Pla i Deniel, Arquebisbe de Toledo - Miguel Ponte y Manso de Zúñiga - Mariano Puigdollers Oliver - Adolfo Rodríguez Jurado y de la Hera - Luis Sáez de Ibarra y Sáez Urabain - Antoni Sala i Amat, Comte d'Egara - Andrés Saliquet Zumeta - Pedro Segura y Sáez - Jacobo Stuart Fitz James Falcó Portocarrero y Osorio - Juan Antonio Suanzes Fernández - Vicente Taberna y Latasa - Joan Ventosa i Calvell - Ángel Zorrilla Dorronsoro - José María Zumalacárregui Prat |

## Curiositats i anècdotes
La primera llei enviada pel quart Govern nacional d'Espanya (1942-1945) a les Corts Espanyoles va ser rebutjada per aquestes. Es tractava de la reforma de les càmeres oficials de la propietat urbana, a fi de donar-hi entrada als inquilins en igualtat amb els propietaris, permetent d'aquesta manera establir contractes-tipus vàlids per tots i procediments d'arbitratge. Va ser rebutjada el 14 de maig per la Ponència designada perquè interferia les facultats dels ajuntaments i de l'Organització Sindical.